# Vellonifer
Vellonifer is een geslacht van vlinders uit de familie van de Tortricidae (Bladrollers). Het geslacht werd voor het eerst wetenschappelijk beschreven door Józef Razowski in 1964.

## Soorten
Het genus is monotypisch en bevat alleen de volgende soort:

- Vellonifer doncasteri Razowski, 1964